# Туе
Туе (фр. Thouet) је река у Француској. Дуга је 143 km. Улива се у Лоару. 